# Dorylomorpha imparata
Dorylomorpha imparata är en tvåvingeart som först beskrevs av Collin 1937.  Dorylomorpha imparata ingår i släktet Dorylomorpha och familjen ögonflugor. Arten är reproducerande i Sverige. Inga underarter finns listade i Catalogue of Life.